# Vlad Chiricheș
Vlad Iulian Chiricheș (n. 14 noiembrie 1989, Bacău, România) este un fotbalist român, care joacă pe post de fundaș central la FCSB în SuperLiga României. Pe plan internațional, are prezențe la națională pentru România Sub-21 și România. Se remarcă prin ieșirile din defensivă cu mingea la picior.

## Carieră

### Inceputul
Chiricheș și-a început cariera de tineret în orașul natal ca mijlocaș la LPS Bacău, chiar a jucat ca atacant câțiva ani mai târziu când s-a mutat la Ardealul Cluj. Unde a fost coechipieri și cu viitorii internaționali români Mihai Răduț și Alexandru Maxim.  În 2007, Chiricheș a trecut la echipa portugheză Benfica .
După ce s-a accidentat când era la Benfica Lisabona, s-a întors în țară și a semnat cu Internațional Curtea de Argeș, echipa cu care a reușit să promoveze în Liga 1 în 2009. După desființarea echipei în 2010, a semnat cu Pandurii Târgu Jiu,. Chiricheș a fost aproape să semneze pentru Steaua București în schimb, însă antrenorul lor Victor Pițurcă nu a fost de acord cu transferul.

### Steaua București
După un sezon la Pandurii Târgu Jiu, Chiricheș a sigilat în cele din urmă un transfer la Steaua pentru o sumă raportată de 700.000 de euro și 25% dobândă pentru Pandurii în cazul unei viitoare mutari. Steaua a plătit 500.000 de euro pentru restul procentelor de coproprietate în august 2013, ceea ce face ca suma totală de transfer să fie de 1,2 milioane de euro.
Pe 28 iunie 2012, George Becali a declarat atunci că AC Milan și Olympique Lyon sunt interesate să îl cumpere , dar Steaua dorea 10 milioane de euro ca să-l lase pe Chiricheș să plece. Pe 25 octombrie 2012, el a marcat un voleu din apropierea punctului de pedeapsă într-o victorie cu 2-0 împotriva Molde în Europa League , care a pus Steaua ca lider in Grupa E.
În sezonul de UEFA Europa League 2012-2013 a marcat împotriva echipelor Ajax Amsterdam (șut din volé) și Chelsea FC (reluare din fața porții). În meciul cu Dinamo din data de 10 mai 2013, câștigat de roș-albaștrii cu scorul de 2-0, este faultat de Sorin Strătilă, fault soldat cu o entorsă la genunchi și cu afectarea ligamentelor.
După operație, s-a refăcut înainte de debutul sezonului următor și a putut lua parte la meciurile Stelei cu Petrolul Ploiești (Supercupa României 2013), precum și la cele din preliminariile UEFA Champions League 2013-2014 cu Vardar Skopje și Dinamo Tbilisi.

### Tottenham Hotspur
În cele din urmă, Chiricheș a semnat la finalul lunii august cu Tottenham Hotspur pentru 9,5 milioane de euro. La 24 septembrie, a debutat pentru englezi în meciul din Cupa Ligii împotriva lui Aston Villa, scor 0-4. Debutul lui Chiricheș în Premier League a fost tot împotriva celor de la Aston Villa, la 20 octombrie 2013, scor 0-2. A fost votat om al meciului în ambele partide. La 4 decembrie, a marcat primul gol pentru Tottenham, cel egalizator, din afara careului, echipa sa câștigând meciul cu scorul de 2 la 1.
Spre sfârșitul perioadei de transfer de iarnă 2015 , echipa italiană Roma a oferit 500.000 de euro pentru a-l lua pe Chiricheș cu un împrumut pe șase luni, care a fost considerat prea mic de Tottenham și ulterior respins.  Pe 9 mai 2015, a fost eliminat pentru două avertismente, deoarece echipa sa a pierdut cu 3-0 în fața Stoke City pe stadionul Britannia .

### Napoli
La 30 iulie 2015, echipa italiană SSC Napoli l-a transferat de la Tottenham pentru șapte milioane de euro, cu jucătorul semnând un contract pe patru ani. Și-a făcut debutul în campionat pentru club într-o înfrângere cu 1–2 pe teren propriu cu Sassuolo. A marcat primul său gol pentru Napoli în partida de UEFA Europa League câștigată în deplasare cu 1-0 contra lui Club Brugge.
Pe 10 septembrie 2018, s-a anunțat că Chiricheș a suferit leziuni la ligamentul încrucișat anterior, ceea ce l-ar fi scos pe margine pentru cea mai mare parte a sezonului.

### Sassuolo
Pe 2 septembrie 2019, Chiricheș s-a alăturat colegului Sassuolo, împrumutat, cu obligația de cumpărare la sfârșitul sezonului. Chiricheș a părăsit în cele din urmă Napoli în vara lui 2020 pentru o taxă de 11 milioane de euro.

### Cremonese
Pe 8 iulie 2022, Cremonese a anunțat semnarea lui Chiricheș. In vara lui 2023 acesta a reziliat contractul cu echipa italiana dupa acesta a retrogradat in Serie B. În timpul verii lui 2023 acesta a fost ofertat de FCSB pentru a juca în viitorul sezon al Ligii I, având un contract record la acel moment în valoare de 33.000 de euro lunar plus bonusuri pentru calificarea în grupele Conference League și câștigarea titlului în SuperLigă.

## Cariera la echipa națională
În 2016, a fost desemnat căpitanul echipei naționale a României.

## Palmares

### Club
Steaua București
- Liga I (1): 2012-2013
- Supercupa României (1): 2013

### Individual
- Fotbalistul român al anului (1): 2013

## Statistici
La 25 Iulie 2023.
| Club              | Sezon         | Divizie       | Campionat | Campionat | Cupă Nationala | Cupă Nationala | Europa  | Europa | Total   | Total  |
| Club              | Sezon         | Divizie       | Meciuri   | Goluri    | Meciuri        | Goluri         | Meciuri | Goluri | Meciuri | Goluri |
| ----------------- | ------------- | ------------- | --------- | --------- | -------------- | -------------- | ------- | ------ | ------- | ------ |
| Internațional     | 2008–09       |               | 26        | 1         | 1              | 0              | 0       | 0      | 27      | 1      |
| Internațional     | 2009–10       | Liga I        | 15        | 0         | 1              | 0              | 0       | 0      | 16      | 0      |
| Internațional     | Total         | Total         | 41        | 1         | 2              | 0              | 0       | 0      | 43      | 1      |
| Pandurii          | 2010–11       | Liga I        | 24        | 0         | 0              | 0              | 0       | 0      | 24      | 0      |
| Pandurii          | 2011–12       | Liga I        | 15        | 0         | 0              | 0              | 0       | 0      | 15      | 0      |
| Pandurii          | Total         | Total         | 39        | 0         | 0              | 0              | 0       | 0      | 39      | 0      |
| Steaua            | 2011–12       | Liga I        | 14        | 0         | 2              | 0              | 2       | 0      | 18      | 0      |
| Steaua            | 2012–13       | Liga I        | 26        | 1         | 0              | 0              | 13      | 3      | 39      | 4      |
| Steaua            | 2013–14       | Liga I        | 2         | 0         | 0              | 0              | 3       | 0      | 5       | 0      |
| Steaua            | Total         | Total         | 42        | 1         | 2              | 0              | 18      | 3      | 62      | 4      |
| Tottenham Hotspur | 2013–14       | Premier L.    | 17        | 1         | 1              | 0              | 3       | 0      | 24      | 1      |
| Tottenham Hotspur | 2014–15       | Premier L.    | 8         | 0         | 3              | 1              | 5       | 0      | 17      | 1      |
| Tottenham Hotspur | Total         | Total         | 25        | 1         | 4              | 1              | 8       | 0      | 41      | 2      |
| Napoli            | 2015–16       | Serie A       | 7         | 1         | 2              | 0              | 7       | 1      | 16      | 2      |
| Napoli            | 2016–17       | Serie A       | 14        | 2         | 1              | 0              | 1       | 0      | 16      | 2      |
| Napoli            | 2017–18       | Serie A       | 7         | 0         | 1              | 0              | 1       | 0      | 9       | 0      |
| Napoli            | 2018–19       | Serie A       | 3         | 0         | 0              | 0              | 3       | 0      | 6       | 0      |
| Napoli            | Total         | Total         | 32        | 3         | 4              | 0              | 13      | 1      | 48      | 2      |
| Sassuolo          | 2019–20       | Serie A       | 9         | 0         | 0              | 0              | 0       | 0      | 9       | 0      |
| Sassuolo          | 2020–21       | Serie A       | 24        | 2         | 0              | 0              | 0       | 0      | 24      | 2      |
| Sassuolo          | 2021–22       | Serie A       | 29        | 0         | 0              | 0              | 0       | 0      | 29      | 0      |
| Sassuolo          | Total         | Total         | 62        | 2         | 0              | 0              | 0       | 0      | 62      | 2      |
| Cremonese         | 2022–23       | Serie A       | 16        | 0         | 1              | 0              | 0       | 0      | 17      | 0      |
| Cremonese         | Total         | Total         | 62        | 2         | 0              | 0              | 0       | 0      | 62      | 2      |
| Steaua            | 2023-24       | Liga I        | 0         | 0         | 0              | 0              | 0       | 0      | 0       | 0      |
| Steaua            | Total         | Total         | 0         | 0         | 0              | 0              | 0       | 0      | 0       | 0      |
| Total carieră     | Total carieră | Total carieră | 259       | 8         | 15             | 1              | 38      | 4      | 317     | 13     |